# 岩崎小弥太
岩崎 小弥太（いわさき こやた、1879年（明治12年）8月3日 - 1945年（昭和20年）12月2日）は、日本の実業家で、三菱財閥の4代目総帥。男爵。

## 生涯・業績
2代目岩崎弥之助（岩崎弥太郎の弟）の長男として東京府（現・東京都）に生まれた。母は後藤象二郎の長女早苗である。
1891年（明治24年）に高師附属小（現・筑波大附小）、1896年（明治29年）に高師附属中（現・筑波大附中・高）を卒業。旧制第一高等学校入学。一高の寮同室には馬場鍈一がいた。一高を経て明治32年に東京帝国大学法科大学に入学するが翌年の明治33年に中退。
1905年（明治38年）ケンブリッジ大学を卒業し、翌年の明治39年に帰国して三菱合資会社の副社長となり、明治41年に父弥之助の死去に伴い男爵を継承して1916年（大正5年）には従兄である3代目岩崎久弥（弥太郎の長男）の後を継いで社長に就任、三菱財閥の4代目となった。
社長就任後は拡大戦略をとり、1917年（大正6年）から各事業部を株式会社として独立させることにより、三菱財閥の形態を完成させた。ほかに三菱造船、三菱製鉄、三菱電機、三菱内燃機、三菱重工業、三菱航空機、三菱化成などの各企業によって、三菱を日本最大の重工業企業集団に成長させ、日本が富国強兵を進める上で中心的な役割を果たした。ちなみに、現在も使われている「重工業」という言葉は、小弥太が英文の「Heavy Industries」に当てて発案した造語である。
また、1912年（明治45年）には東京高師附属中学時代の同窓生であった今村銀行（後の第一銀行）頭取の今村繁三とともに、同じく同窓生であった明治、大正期の教育者の中村春二を援助し、成蹊学園の前身である私立成蹊実務学校の創設に寄与した。
早稲田大学には、大隈重信の個人的な魅力も相まって、大正元年の御大典記念事業募金に従兄の久弥と連名で三万円を寄附しているほか、大正7年の大学令公布により早稲田大学が基金の募集に奔走した折にも最も多い十万円の寄附を行った。この貢献により1924年（大正13年）12月、大学は久弥、小弥太の両人に早稲田大学校賓の称号を贈っている。
戦時中は右翼及び軍人テロリストに狙われたため、寝室の扉を機関銃掃射にも耐えられるよう鋼鉄製にしたという逸話を持つ。
1945年（昭和20年）8月の日本の敗戦時には病の床にあり、GHQの圧力による財閥解体には最後まで抵抗したが、適わず、それに落胆したのか、
同年12月2日、腹部大動脈瘤および下大静脈血栓症のため東京都芝区の開東閣で死去。67歳。生前、岩崎の邸宅は東京・麻布鳥居坂にあり、同地には1955年（昭和30年）、国際文化会館が竣工した。
孝子夫人は旧薩摩国鹿児島藩主島津氏の分家・島津珍彦男爵の娘。小弥太・孝子夫妻は子供に恵まれなかったので姪の淑子（小弥太の弟・岩崎俊弥の次女）を養女に迎え、林董の孫・忠雄を淑子の婿とした。小弥太の養嗣子となった岩崎忠雄は後に三菱モンサント化成の社長を務めた。
庶子の一人は箱根底倉温泉の老舗旅館「つたや」の経営者沢田鋓義の養女となり（「つたや」の主人・沢田の妻・建子の姉・寧子が岩崎久弥に嫁いでおり、両家は遠縁の関係にあった）、のち牧田與一郎に嫁いだ。與一郎の四男がピース缶爆弾事件の牧田吉明である。
鎌倉扇ガ谷には、岩崎家の広大な敷地と邸があり、小弥太は当地の無量寺谷に別邸を持っていた。のちに、ポマードの柳屋本店 (化学)の創業者一族外地家や旺文社創業者一族赤尾家に買い取られ、一部はその後「指月庵」などの料亭になったが、閉店した。

## 親族
- 養継嗣：岩崎忠雄（林董の孫、小弥太の死後襲爵手続をしなかった[6]。）

## 三綱領
岩崎小弥太はきわめてはっきりとした経営理念を持ち、経営者として実践をしていた。経営者として経営に関して利潤を超えた目標をもつべきで、それは国家への奉仕、国利民福の実現、ひとりひとりの社員の人間としての完成であるとして、長年社内で強調した。この理念は「三綱領」として1920年の小弥太による訓諭をもとに、1934年に三宅川百太郎三菱商事会長により制定された。以来その精神、価値観はいわば「三菱のDNA」となって今日に於いても脈々と生きており、三菱グループの企業活動の指針となっている。
| 1 | 所期奉公 （しょきほうこう）     | 「期するところは社会への貢献」 …事業を通じ、物心共に豊かな社会の実現に努力すると同時に、かけがえのない地球環境の維持にも貢献する。 |
| 2 | 処事光明 （しょじこうめい）     | 「フェアープレイに徹する」 …公明正大で品格のある行動を旨とし、活動の公開性、透明性を堅持する。                                     |
| 3 | 立業貿易 （りつぎょうぼうえき） | 「グローバルな視野に立って」 …全世界的、宇宙的視野に立脚した事業展開を図る。                                                       |

また日本では、大正の中ごろに白熱的な投資ブーム(大戦景気)が起こり、1920年（大正9年）に崩壊した(戦後恐慌)。これは「瓦落」とよばれる、今で言うバブル崩壊である。これによって大手商社がいくつもの大損失や破産に追い込まれた。この投資ブーム直後、小弥太は参事以上の社内幹部ひとりひとりに手紙を書き、「浮華放漫」の弊を去って、「質実堅忍」の風を振興せよと檄をとばした。内容は以下である。

## 栄典
- 1915年（大正4年）11月10日  - 勲三等瑞宝章[8]
- 1928年（昭和3年）11月10日 - 勲二等瑞宝章[9]
- 1942年（昭和17年）8月1日 - 正三位[10]

## 伝記
- 尚友倶楽部史料調査室・荒船俊太郎編『岩崎小彌太関係史料　書翰と追想』（尚友ブックレット：芙蓉書房出版、2020年）
- 宮川隆泰 『岩崎小彌太　三菱を育てた経営理念』（中公新書、1996年）
- 永野芳宣 『外圧に抗した男　岩崎小弥太の懺悔拒否』（角川書店、2001年）
- 武田晴人 『岩崎小彌太　三菱のDNAを創り上げた四代目』（PHP新書、2020年）